# Karl Hampe
Karl Ludwig Hampe (Brema, 1869 – Heidelberg, 1936) è stato uno storico tedesco.
Docente all'università di Heidelberg dal 1903, la sua opera principale è la Storia dell'impero tedesco nell'età dei Sali e degli Staufen (1909).